# Szeveromorszk
Szeveromorszk (oroszul: Североморск) zárt város Oroszország Murmanszki területén, a Kola-félszigeten, Murmanszktól 25 km-re északra. A Szeveromorszki városi körzet székhelye. A Barents-tengerre nyíló Kola-öböl mellett elterülő város fontos hadikikötő, az orosz Északi Flotta központja. Közigazgatásilag Szeveromorszkhoz tartoznak Roszljakovo és Szafonovo városi jellegű települések, valamint Szafonovo–1, Szeveromorszk–3 és Scsukozero nevű települések is. 1951-ben kapta jelenlegi nevét, korábban Vajenga volt a neve.
Lakossága a 2002. évi népszámláláskor 55 102 fő, a hozzá tartozó településekkel együtt 75 337 fő volt. A 2010-es népszámláláskor 50 060 fő volt a lakossága.

## Éghajlata
A település mérsékelt óceáni éghajlatú területen fekszik. A telek viszonylag enyhék, a nyarak hűvösek. A januári középhőmérséklet −8 °C, a júliusi +12 °C. Az éves csapadékmennyiség 800 mm körül alakul.

## Története
A város jelenlegi területén 1896–1897-ben jött létre az első lakott település. Első lakói vadászok, halászok és állattenyésztők voltak. 1917-ben mindössze 13 lakója volt. A település nevét a Vajenga folyóról és a hasonló nevű tengeri öbölről kapta, ez pedig a nőstény szarvas lapp nevéből (vajongg) ered.
1926-ban Murmanszkban fafelvásárló állomást létesítettek, melynek egyik kirendeltségét Vajengában helyezték el. Ennek nyomán a településen fürdő és barakkok létesültek, és telefon-összeköttetést építettek ki.
1933-ban a Kola-öblöt választották ki az alakulóban lévő szovjet Északi Flotilla (1937-től flotta)  egyik bázisának. 1934-ben kezdődtek az építkezések és egészen a második világháború kezdetéig tartottak. Ez idő alatt számos katonai célú fa- és téglaépületet építettek, a közelben pedig elkezdték egy repülőtér kiépítését. 1941-ben a német támadás miatt azonban minden munkálatot felfüggesztettek és az addig elkészült építményeket konzerválták.
Az építkezést csak a második világháború után folytatták, egyúttal döntés született arról, hogy Vajenga lesz az Északi Flotta fő bázisa. 1947. szeptember 1-jén Poljarnijból áttelepítették Vajengába a flotta parancsnokságát és törzsét. Még ugyanabban az évben megnyílt a településen az első középiskola. Lakossága abban az időben 3884 fő volt.
1948-ban alakult meg a település tanácsa, majd 1951. április 18-án városi rangot kapott és átkeresztelték Szeveromorszkra. A város az 1960-as években épült ki jelenlegi formájában. A lakóházak és katonai objektumok mellé üzemeket (kenyérgyár, húsfeldolgozó, üdítőital üzem) helyeztek üzembe, és felépült egy uszoda is.
A városban 1984. május 17-én történt az eddigi legsúlyosabb katasztrófa. A flotta egyik lőszerraktára egy eldobott cigarettacsikk miatt kigyulladt, és két óra alatt megsemmisült a flotta lőszerkészletének a fele.
A figyelem legközelebb a Kurszk tengeralattjáró 2000. januárjában bekövetkezett tragédiája kapcsán irányult ismét a városra.

Az Északi Flotta bázisainak térképe

Oroszország elnöke 1996. november 26-i rendeletében Szeveromorszkot a városhoz tartozó településekkel együtt zárt városnak nyilvánította.

## Népesség
| Év   | Lélekszám | ±%        |
| ---- | --------- | --------- |
| 1917 | 13        | –         |
| 1947 | 3884      | 29 776,9% |
| 1959 | 28 116    | 623,9%    |
| 1967 | 44 000    | 56,5%     |
| 1970 | 44 919    | −7,0%     |
| 1979 | 50 090    | 22,4%     |
| 1989 | 62 120    | 24%       |
| 1992 | 67 100    | 8%        |
| 1996 | 58 700    | −12,5%    |

| Év   | Lélekszám | ±%    |
| ---- | --------- | ----- |
| 1998 | 56 900    | −3,1% |
| 2002 | 55 102    | −3,2% |
| 2005 | 54 200    | −1,6% |
| 2009 | 53 474    | −1,3% |
| 2010 | 50 060    | −6,4% |
| 2014 | 48 977    | −2,2% |
| 2015 | 49 719    | 1,5%  |
| 2016 | 50 905    | 2,4%  |

## Híres emberek
- Borisz Szafonov, a második világháború alatt, a Vajenga anyahajón szolgálatott teljesítő hős vadászpilóta volt, 1940-től az 1942-ben bekövetkezett haláláig
- Andžela Brice (* 1970), lett biatlonista
- Jelena Vajenga (született: Elena Vladimirovna Kruljova), (* 1977) énekes, dalszerző és színésznő
- Alexander Mojiszejenko, (* 1980) ukrán sakkozó
- Lesja Jaroszlavszkaja, (* 1981) pop sztár
- Jauheni Schuleu (* 1984), belarusz biatlonista

## Látnivalók
- Szeveromorszk hőseinek emlékműve, a sarkvidék védői. "Aljosa emlékmű"-ként is ismert, mely a város szimbóluma lett. Egy 15 méter magas szobor egy haditengerészről, kezében egy gépfegyverrel, mely egy 10 méteres talapzaton áll. Georgij és Juri Neroda szobrász, valamint V. Duskin és A. Saskov építész munkája. 1973. június 10-én avatták fel
- A Vörös Zászlós Északi Flotta 221-A tüzérség hőseinek emlékműve. A város egyik legkedveltebb emlékműve, egy 130 mm-es hajóágyú beton talapzatra helyezve. A. Saskov, T. Saskova, A. Weisman és E. Pantelejmonov építészek munkája. 1961. novemben 6-án avatták fel
- Szeveromorszk pilótáinak emlékműve, "IL-4-es repülőgép". A gépet a hegyek között találták,[4] majd visszaszállították a városba, helyreállították, majd kiállították. Az emlékmű G. Jevdokimova és Sz. Bacsurin építészek, valamint A. Sztrasnij mérnök munkája. 1981. július 26-án avatták fel
- Szeveromorszk polgárainak emlékműve, akik nem tértek vissza a háborúból. Az emlékművet egy MT-LB páncélozott harcjármű alkotja, melyet azon katonák emlékének ajánlották, akik elestek Afganisztánban, illetve az Észak-Kaukázusi területeken.[5] az IL-4-es repülőgép mellett állították ki. 2013. július 19-én avatták fel
- A TKA-12 torpedóromboló emlékműve. Ennek a hajónak volt a kapitánya a Szovjetunió kétszeres hőse, Alexander Sabalin a második világháborúban a keleti fronton. Az emlékmű V. Alekszejev és V. Gopak építészek, valamint A. Sztrasnij mérnök munkája. 1983. Július 31-én avatták fel
- A Szovjetunió kétszeres hősének, Borisz Szafanov mellszobra. E. Kitajcsuk szobrász és A. Saskov építész munkája. A Szafonov téren állították fel 1967-ben
- Az Orosz Föderáció hősének, Timur Apakidze mellszobra. S. Abarina és P. Abarin helybéli művészek, valamint A. Recsitsz projektvezető mérnök munkája révén állították fel a Sofonov téren 2003 júliusában.
- A Szeveromorszki és Tengerészet-történelmi Múzeum. 1996 októberében nyílt meg a Szofonov utcában
- A Szovjet K-21-es Múzeum-tengeralattjáró. Az Északi Flotta Tengerészeti Múzeumának részeként nyílt meg 1983 júliusában

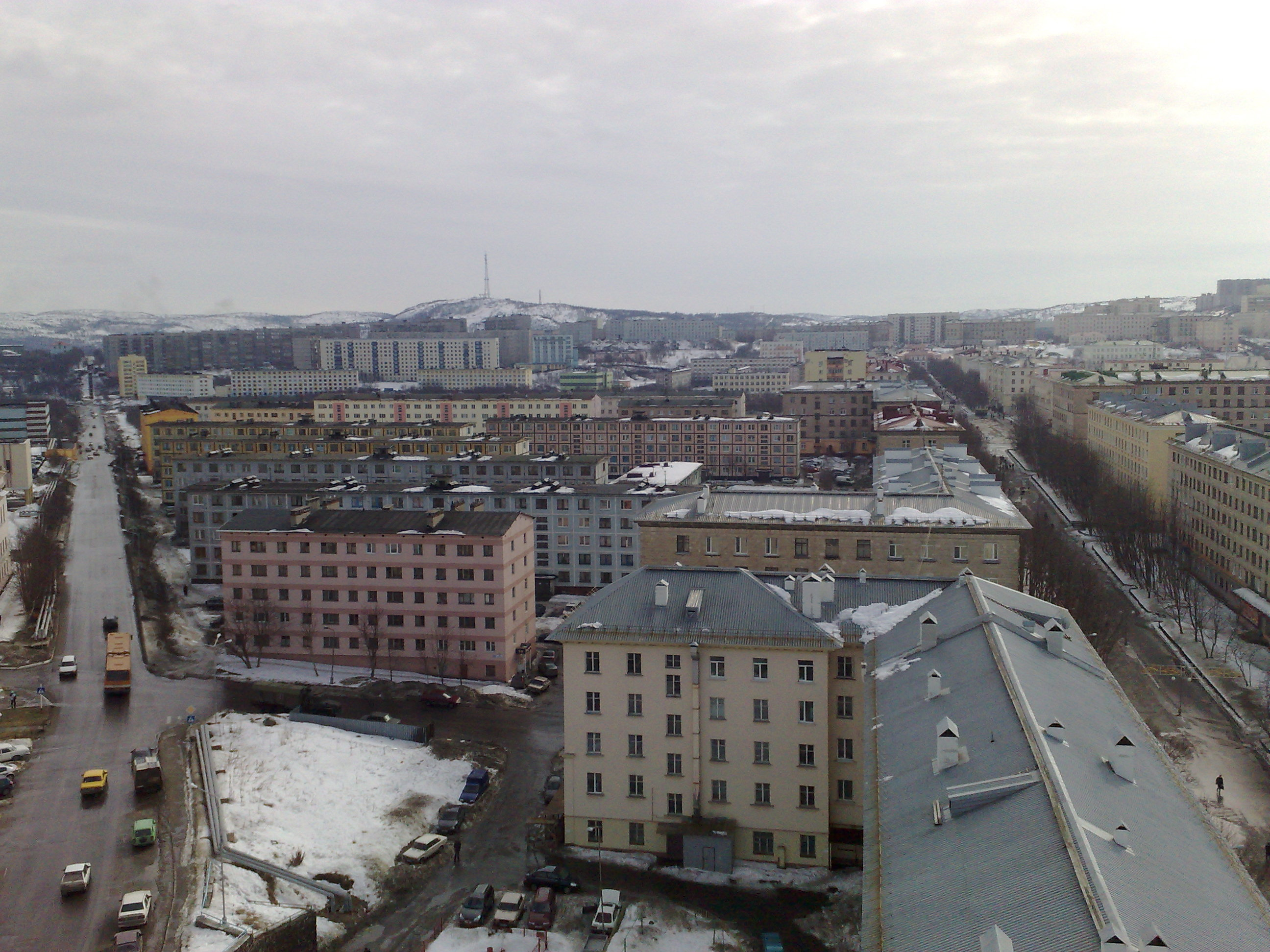
Városkép
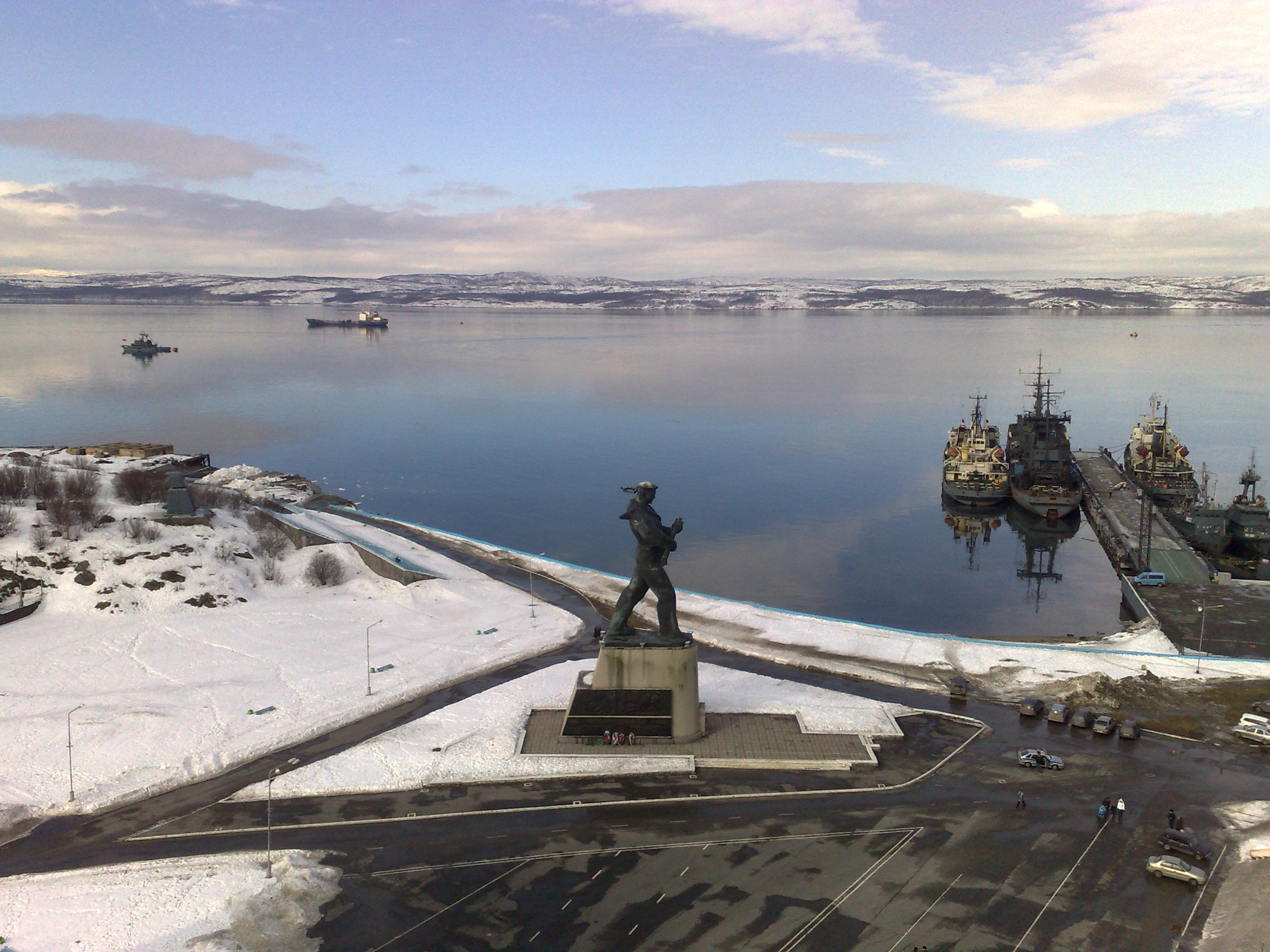
Szeveromorszk egyik tere emlékművekkel
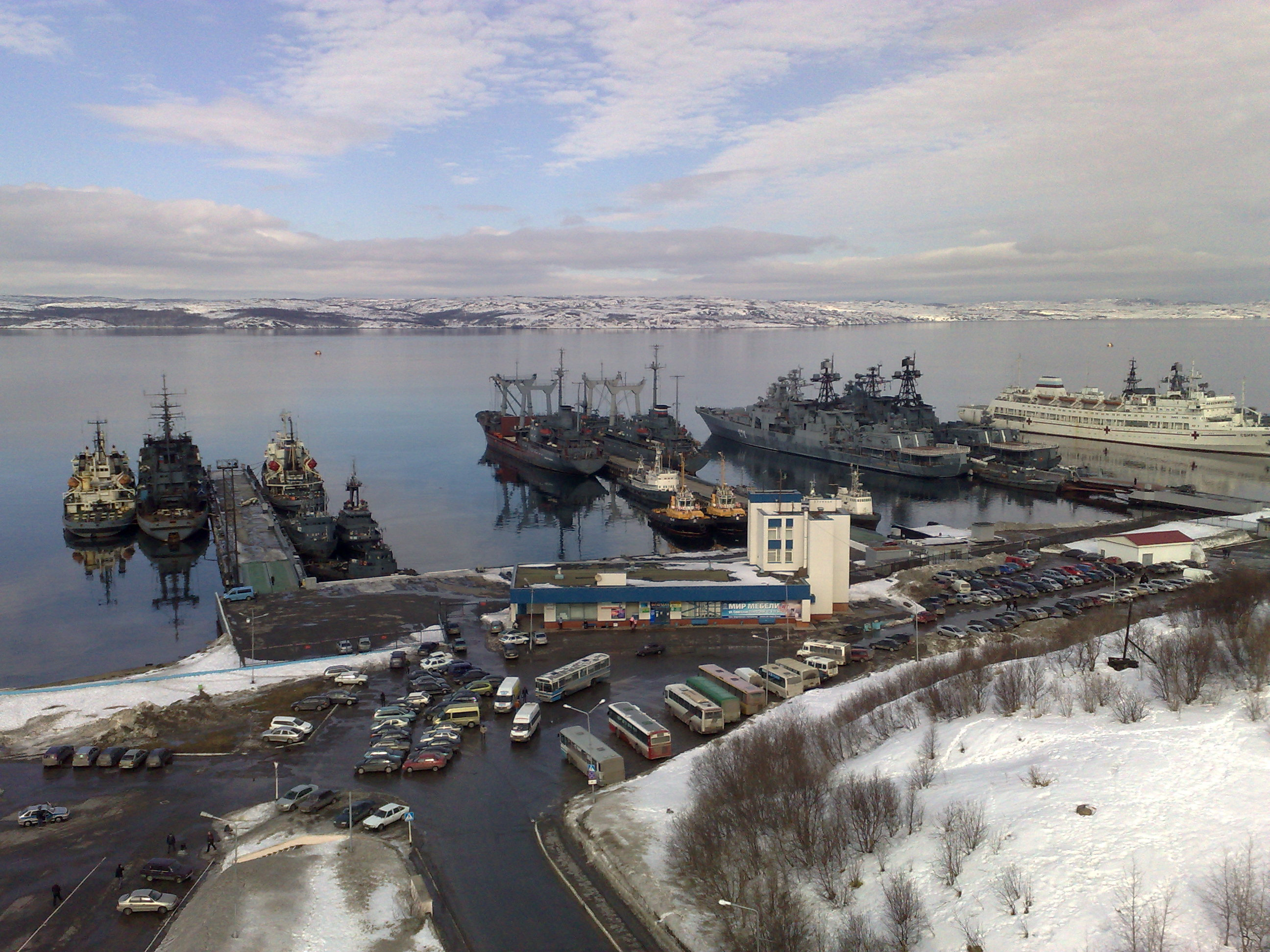
A kikötő
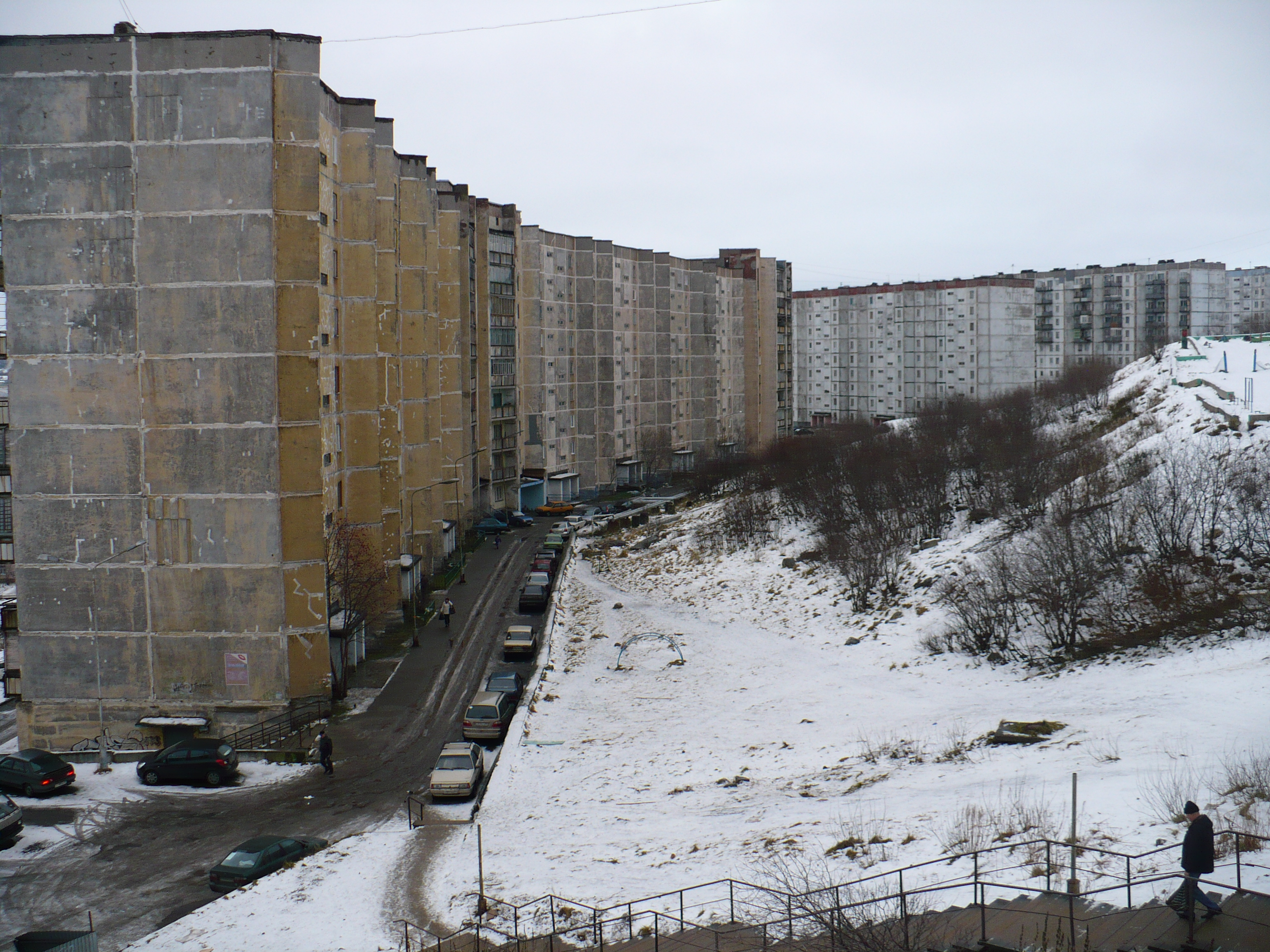
Panelházak